# 弗朗索瓦·阿拉戈

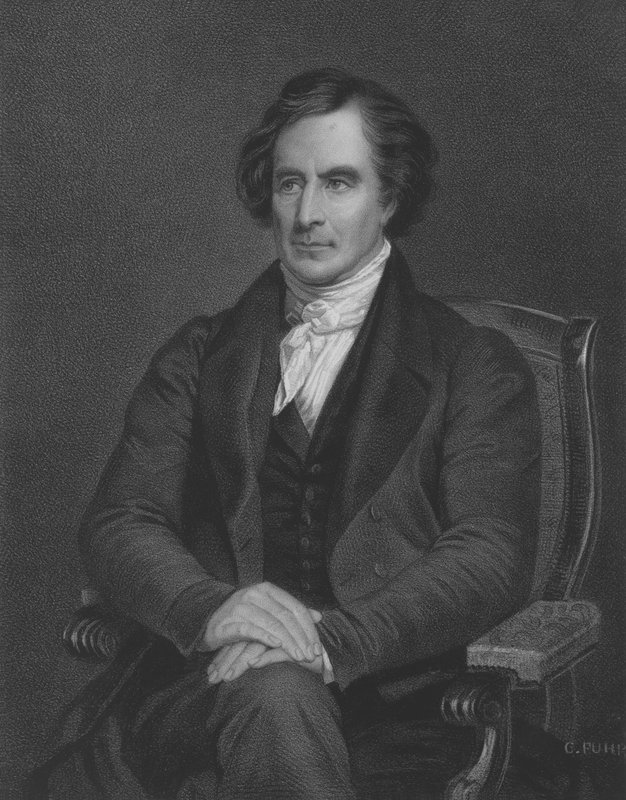
弗朗索瓦·阿拉戈

多米尼克·弗朗索瓦·让·阿拉戈（法語：Dominique François Jean Arago，1786年2月26日—1853年10月2日），出生于埃斯塔热勒，法国数学家、物理学家、天文学家和政治家，曾任法国第25任总理。其学术上的成就主要在磁学和光学方面。他支持光的波动说并在实验中观察到了泊松光斑（而泊松光斑在理论上是泊松反驳菲涅耳时通过计算得到的）。